# Linfangitis
La linfangitis es una inflamación de los canales linfáticos que ocurre como resultado de una infección en un sitio distal del canal. 

La causa más común de linfangitis en humanos es Streptococcus Pyogenes (estreptococo del grupo A).

## Características
La linfangitis aparece como líneas o bandas de color rojo, irregulares. 

Son calientes y dolorosas a la palpación. en zonas como una extremidad o el torso. 

Se extienden en sentido proximal desde una lesión periférica hacia los  ganglios linfáticos regionales, que suelen estar agrandados y ser dolorosos.

## Etiología
Se desarrolla tras la inoculación de microorganismos en los vasos linfáticos, a través de un defecto cutáneo o como complicación de una infección.

Los causantes más frecuentes son las bacterias, como el Streptococcus beta hemolítico y el Staphylococcus aureus sensible a la meticilina (MSSA).

## Tratamiento
El tratamiento para la linfangitis son los antibióticos. Clásicamente se utilizan Penicilinas, Amoxicilina o Cefalosporinas. 